# Котельня-Боярская (Клейниковский сельсовет)
Коте́льня-Боя́рская (бел. Кацельня Баярская) — деревня в Брестском районе Брестской области Белоруссии. Расположена в 14 км к северо-западу от Бреста, в 8 км от железнодорожной станции Скоки. Входит в состав Клейниковского сельсовета.

## История
В XIX веке — деревня Мотыкальской волости Брестского уезда Гродненской губернии.
В 1897 году — 26 дворов, хлебозапасный магазин, корчма.
После Рижского мирного договора 1921 года — в составе гмины Мотыкалы Брестского повята Полесского воеводства Польши, 13 дворов.
С 1939 года — в составе БССР.
В 1947 г. во время строительства приграничной полосы деревня была перенесена на современное место.